# Eduard Ockel
Johann Carl Wilhelm Eduard Ockel (* 1. Februar 1834 in Schwante bei Kremmen, Provinz Brandenburg; † 2. März 1910 in Charlottenburg) war ein deutscher Maler.

## Leben
Ockels Eltern waren der Königlich Preußische Ökonomierat Carl Ludwig Eduard Ockel (1801–1877) und Johanna Luise Ockel, geborene Lemm (1810–1886). Er hatte eine Schwester, die 1842 in Pommern geborene Johanna Emilia Maria Ockel, bei deren Hochzeit mit dem Mechaniker Max Rudolph Hildebrandt 1875 in Charlottenburg er Trauzeuge war. Max Hildebrandt (1839–1924) war der Bruder von Ockels Studienfreund Ernst Hildebrandt (1833–1924) an der Kunstakademie in Berlin.
Ockel verbrachte seine Kindheit auf den Tierzuchtgütern in Garzin (Märkische Schweiz), Prillwitz (Pommern) und Frankenfelde (Oderbruch), die sein Vater als Administrator leitete.
Seinen ersten künstlerischen Unterricht erhielt er an der Kunstakademie von Berlin bei Carl Constantin Heinrich Steffeck. Dort interessierte sich Ockel vor allem für Porträts; daneben schuf er in dieser Zeit schon einige bemerkenswerte Tierbilder. Auf Empfehlung seines Lehrers ging Ockel später nach Paris und wurde Schüler im Atelier von Thomas Coutures.
Abgesehen von der Ausbildung in Paris verdankte Ockel – nach eigenen Aussagen – seine Inspiration den verschiedenen Landschaften Frankreichs. Auf einer Studienreise entdeckte Ockel für sich die Normandie und später den Wald von Fontainebleau. Dort ließ er sich 1859 mit Albert Brendel in Barbizon für einige Zeit nieder und schloss sich der „Schule von Barbizon“ (oder „Schule von Fontainebleau“) an, da ihm die propagierte Schlichtheit der Landschaftsmalerei (Paysage intime) sehr zusagte.
1861 kehrte Ockel nach Deutschland zurück und ließ sich in Berlin nieder. Immer noch begeistert von Fontainebleau, schuf Ockel jetzt Landschaften, wobei er sich von der Mark Brandenburg inspirieren ließ. Die Seen und Wälder dieser Landschaft stellte er mit großer malerische Virtuosität und tiefer poetischer Empfindung, namentlich zur Frühjahrs- und Herbstzeit, dar. Ockel gilt als der erste Maler, der die Märkische Landschaft mit ihren Kiefernwäldern, ihren Flüssen und Seen samt ihrer Tierwelt als Objekt für die Malerei entdeckt hat. Seine meist mit den Tieren der Region ausstaffierten Landschaftsbilder waren in den Jahren von 1860 bis 1890 bei Ausstellungen und Kunstfreunden hoch begehrt. Der Kunstgeschmack änderte sich jedoch mit dem Impressionismus und dem aufkommenden Jugendstil. Ockel geriet in Vergessenheit und zog sich, in seinem Stil weiter malend, in die Einsamkeit zurück.
Ockel heiratete nach einem Aufgebot in der Dorotheenstädtischen Kirche in Berlin im Dezember 1868 in Schwante seine Cousine Sidonie Wilhelmine Sophie Hitzler, Predigertochter aus Schwante (geboren 1842; gestorben zwischen 1898 und 1902). Das Paar hatte mehrere Kinder:
- Eduard Oskar Reinhold Ockel (geb. 1869 in Dresden-Neustadt[7]; gest. 1942 in Bonn[5]), 1898 Chemiker in Mannheim und 1910 Fabrikdirektor in Baesrode in Belgien, 1912 Fabrikdirektor in Bonn.
- Johanna Hermine Sidonie Elisabeth Ockel (geb. 1870 in Berlin[8], gest. 1870 in Berlin)
- Elisabeth Marie Helene Ockel (geb. 1871 in Berlin[9]; gest. 1872 in Berlin[10])
- Hans Oskar Joseph Ockel (geb. 1873 in Berlin)[11], 1898 Buchhalter in Rio de Janeiro[3], 1902 Buchhalter in Berlin[6] und später Leiter eines Chemiebetriebes in Kiel. Tod unbekannt.
- Wilhelm Walter Eduard Kurt Ockel (1875 acht Tage nach der Geburt in Berlin verstorben)[12].
- Charlotte Marie Helene Ockel (geb. im April 1876 in Berlin, gest. Ende 1876 in Schwante).

Bei der Hochzeit ihres Sohnes Reinhold 1898 war das Paar geschieden und Sidonie wohnte bei ihrem Sohn Hans in Rio de Janeiro. Sie starb vermutlich zwischen 1898 und 1902. Im Alter von 76 Jahren starb Eduard Ockel am 2. März 1910 in Charlottenburg.
Im Mai 1910 fand in der Berliner Galerie Fritz Gurlitt eine Ausstellung seiner Bilder, organisiert von seinem Sohn, Hans Ockel, statt. Die nächste öffentliche Ausstellung mit ca. 40 Bildern und Kopien des Malers richtete das Regionalmuseum Oberhavel von Februar 2024 bis April 2024 im Schloss Oranienburg aus.
2019 wurde ein Weg am Gemeindezentrum Schwante nach Eduard Ockel benannt und eine im Ofenmuseum Velten gebrannte grüne Gedenktafel aus Ton am Gemeindezentrum angebracht.

## Werke (Auswahl)
- Kühe bei Touques (1861)
- Hochwild am Feenteich (1863)
- Sassenwall bei Sonnenaufgang (1864)
- Herbstabend in der Mark (1865)
- Hochwild in der Schorfheide (1868)
- Hochwild bei Hubertusstock (1872)
- Austretende Rehe im Frühjahr (1877)
- Herbstabend am Garmensee (1883)
- Am Stinnitzsee in der Mark (1883)

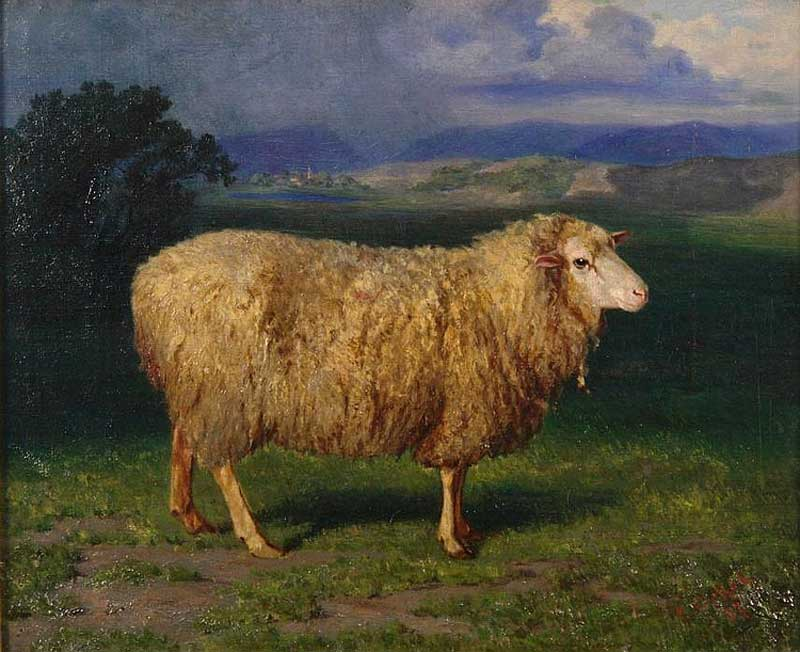
Porträt eines Schafes vor einer Landschaft
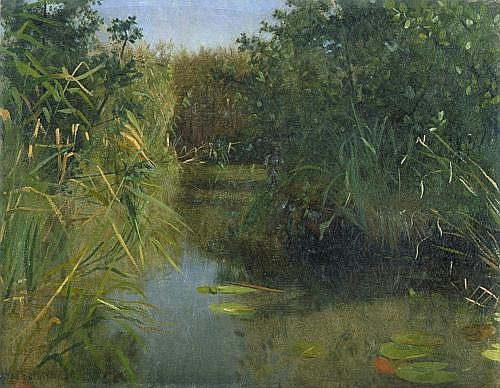
Partie aus Kremmen
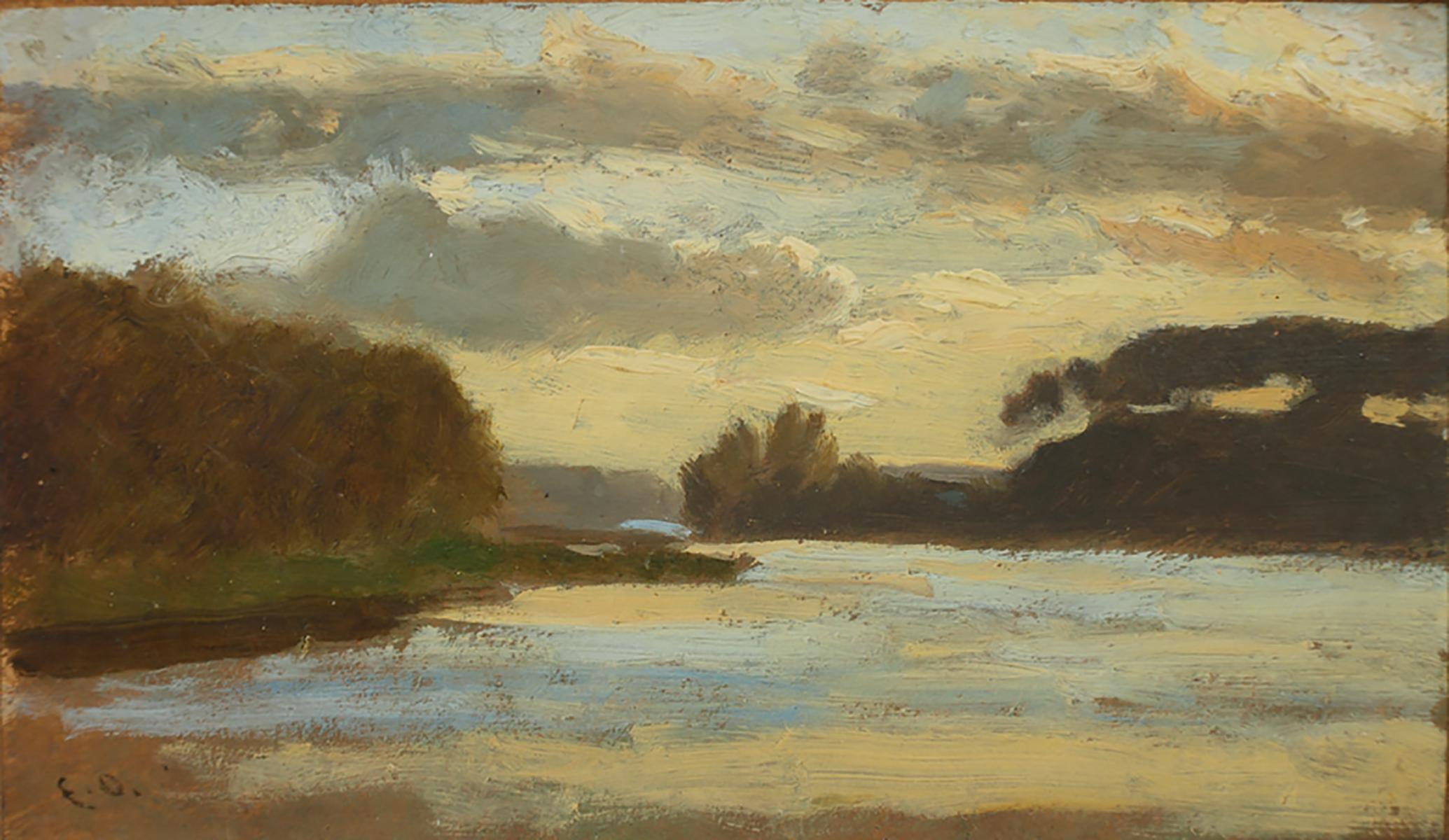
Flusslandschaft
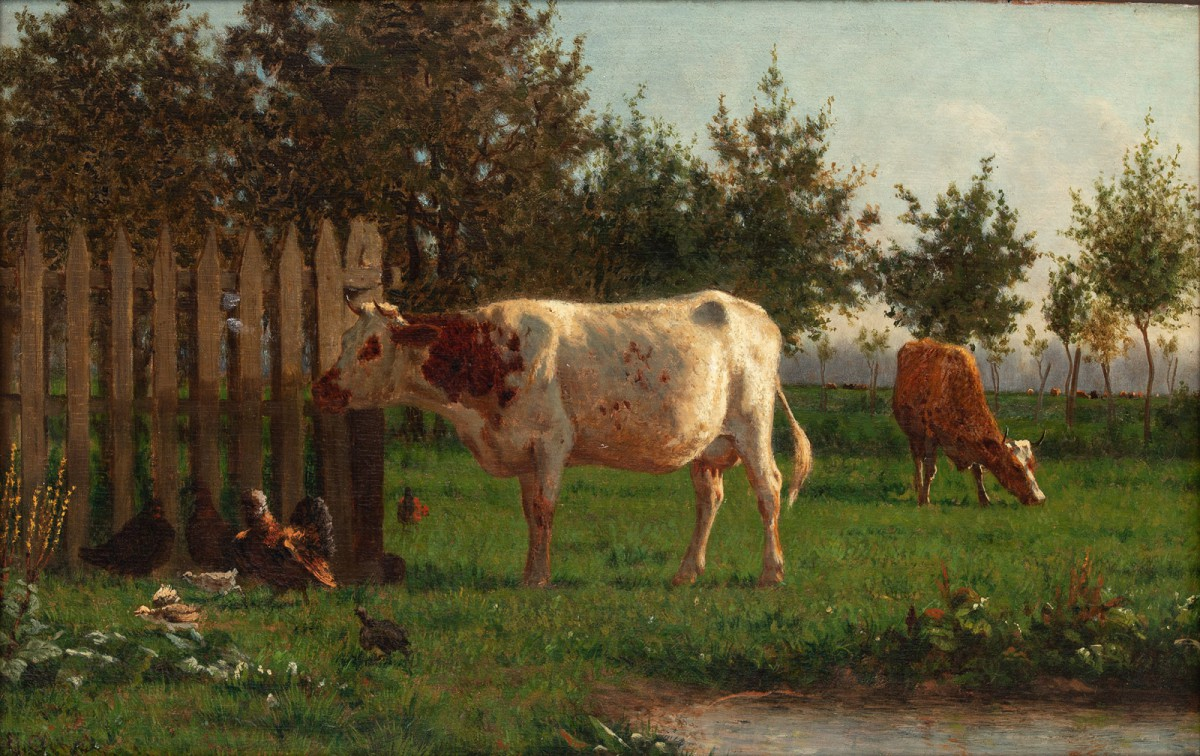
Kühe auf der Weide
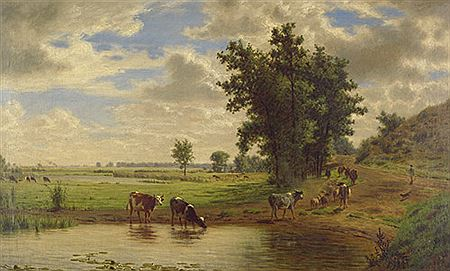
Herbstliche Landschaft